# Pat Robitaille
Pat Robitaille (nacido en 1986) es un cantante canadiense de folk rock.

## Primeros años
Robitaille nació y se crio en Windsor, Ontario, Canadá. Creció escuchando música soul gospel de la Motown, en la fronteriza y cercana ciudad de Detroit, Míchigan. Le dieron su primera guitarra cuando tenía 11 años. Con 16 años, cuando faltaba poco para graduarse, dejó la escuela secundaria para centrarse en su carrera musical.

## Carrera
Robitaille ha lanzado por su cuenta cuatro álbumes de larga duración y varios EP. Ha ofrecido cientos de espectáculos, en el Mariposa Folk Festival y el Hillside Festival.
Su primer disco vendió cerca de 10,000 copias. Lanzó su segundo álbum, Summer of Love, en 2007. El crítico de The Windsor Star (periódico regional) le calificó de "talento en ciernes", y escribió: "en la raíz de cada canción hay un chico y su guitarra, y Robitaille tiene una voz y sentido de la melodía que mantiene tu atención ".
En septiembre de 2008, lanzó "Two Forty Eight" (el número de la dirección de su casa) que obtuvo en general críticas favorables. Grabó el álbum en casa, apoyándose en la aplicación informática GarageBand.
Su álbum "Change" fue lanzado en septiembre de 2010. La revista ¡Exclaim! lo describió como "una colección de canciones bien concebida, aunque poco ejecutada, interpretadas por un hombre de espléndida voz".
En 2012, Robitaille se tomó un descanso en su carrera como solista, regresando a su ciudad natal, Windsor. Aquí formó la banda The Walkervilles (nombre de un barrio de Windsor) con miembros de la banda folk, Michou. Los Walkerville eran el mismo Robitaille, voz y guitarra, Mike Hargreaves, en el bajo, y Stefan Cvetkovic, en la batería.

## Discografía

### Álbumes en solitario
- Acoustic EP (21 de marzo de 2006)
- Summer of Love (5 de junio de 2007)
- Two Forty Eight (septiembre de 2008)
- Change (septiembre de 2010)

### con The Walkervilles[8]
- Live At Mackenzie Hall (enero de 2013)
- The Walkervilles - Covers (octubre de 2013)
- Rebirth of the Cool (febrero de 2014)
- Soul Brothers EP (junio de 2015)